# Kabinett Filbinger IV
Das Kabinett Filbinger IV bestand bis zum Rücktritt Hans Filbingers in Folge der Filbinger-Affäre in der 7. Wahlperiode des Landtags Baden-Württemberg. Am 30. August 1978 übernahm Lothar Späth das Amt des Ministerpräsidenten und bildete das Kabinett Späth I.
| Amt | Name                                                                      | Partei | Partei |
| --- | ------------------------------------------------------------------------- | ------ | ------ |
| Ministerpräsident                                                                                        | Hans Filbinger                                                            |        | CDU    |
| Stellvertretender Ministerpräsident                                                                      | Wilhelm Hahn (bis 10. Mai 1978) Robert Gleichauf (ab 11. Mai 1978)        |        | CDU    |
| Kultusminister                                                                                           | Wilhelm Hahn                                                              |        | CDU    |
| Finanzminister                                                                                           | Robert Gleichauf                                                          |        | CDU    |
| Inneres                                                                                                  | Karl Schiess (bis 21. Februar 1978) Lothar Späth (ab 22. Februar 1978)    |        | CDU    |
| Kultus und Sport                                                                                         | Roman Herzog (ab 11. Mai 1978)                                            |        | CDU    |
| Wissenschaft und Kunst                                                                                   | Helmut Engler (ab 11. Mai 1978)                                           |        | CDU    |
| Justiz                                                                                                   | Traugott Bender (bis 2. November 1977) Guntram Palm (ab 2. November 1977) |        | CDU    |
| Wirtschaft, Mittelstand und Verkehr                                                                      | Rudolf Eberle                                                             |        | CDU    |
| Ernährung, Landwirtschaft und Umwelt                                                                     | Gerhard Weiser                                                            |        | CDU    |
| Arbeit, Gesundheit und Sozialordnung                                                                     | Annemarie Griesinger                                                      |        | CDU    |
| Bundesangelegenheiten                                                                                    | Eduard Adorno                                                             |        | CDU    |
| Staatssekretär im Ministerium für Ernährung, Landwirtschaft und Umwelt                                   | Erwin Teufel (bis 21. Februar 1978)                                       |        | CDU    |
| Staatssekretär im Staatsministerium (ab 22. Februar 1978)                                                | Gerhard Mayer-Vorfelder                                                   |        | CDU    |
| Politischer Staatssekretär im Staatsministerium (bis 21. Februar 1978)                                   | Gerhard Mayer-Vorfelder                                                   |        | CDU    |
| Politischer Staatssekretär im Ministerium für Arbeit, Gesundheit und Sozialordnung                       | Kurt Härzschel                                                            |        | CDU    |
| Politischer Staatssekretär im Ministerium für Wirtschaft, Mittelstand und Verkehr (ab 22. Februar 1978)  | Ernst Ludwig                                                              |        | CDU    |
| Politischer Staatssekretär im Ministerium für Ernährung, Landwirtschaft und Umwelt (ab 22. Februar 1978) | Ventur Schöttle                                                           |        | CDU    |
| Politischer Staatssekretär im Ministerium für Kultus und Sport (ab 22. Mai 1978)                         | Theo Balle                                                                |        | CDU    |
| Politischer Staatssekretär im Kultusministerium (bis 10. Mai 1978)                                       | Gerhard Weng                                                              |        | CDU    |
| Politischer Staatssekretär im Ministerium für Wissenschaft und Kunst (ab 11. Mai 1978)                   | Gerhard Weng                                                              |        | CDU    |
| Politischer Staatssekretär im Innenministerium (bis 2. November 1977)                                    | Gerhard Weng                                                              |        | CDU    |